# Coupe d'Afrique des vainqueurs de coupe de football 2000
Navigation
Édition précédente Édition suivante
La Coupe d'Afrique des vainqueurs de coupe de football 2000 est la vingt-sixième édition de la Coupe d'Afrique des vainqueurs de coupe. 
Cette compétition qui oppose les vainqueurs des Coupes nationales voit le sacre du Zamalek SC d'Égypte, dans une finale qui se joue en deux matchs face aux Camerounais du Canon Yaoundé. Il s'agit du tout premier titre pour le Zamalek dans la compétition (mais de son cinquième titre continental après ses quatre succès en Ligue des champions de la CAF) et de sa sixième finale africaine. Quant au Canon Yaoundé, déjà vainqueur en 1979, il perd là sa troisième finale de Coupe des Coupes après celles de 1977 et 1984. 
Le tenant du titre, Africa Sports, ne défend pas son trophée car il est déjà engagé en Ligue des champions, à la suite de son titre de champion de Côte d'Ivoire.

## Tour préliminaire
| Équipe 1                       | Résultat      | Équipe 2             | Aller | Retour |
| ------------------------------ | ------------- | -------------------- | ----- | ------ |
| FC Djivan                      | 0 - 0 2-0 tab | Red Star FC          | 0 - 0 | 0 - 0  |
| AS CotonTchad                  | 2 - 2e        | JS Ténéré            | 2 - 1 | 0 - 1  |
| Mogoditshane Fighters          | 1 - 0         | Linare FC            | 1 - 0 | 0 - 0  |
| Wallidan FC                    | 0 - 3         | Mogas 90             | 0 - 1 | 0 - 2  |
| Chief Santos FC                | 3 - 7         | GD Sagrada Esperança | 1 - 3 | 2 - 4  |
| abandon Olympic Real de Bangui | 1 - 1         | Rayon Sports         | 1 - 1 | -      |

## Premier tour
| Équipe 1                      | Résultat      | Équipe 2              | Aller | Retour |
| ----------------------------- | ------------- | --------------------- | ----- | ------ |
| JS Ténéré                     | 1 - 2         | USM Alger disqualifié | 1 - 1 | 0 - 1  |
| AS Dragons                    | 3 - 5         | Stade malien          | 3 - 2 | 0 - 3  |
| Young Africans FC             | 1 - 5         | Zamalek SC            | 1 - 1 | 0 - 4  |
| Ethiopian Bunna               | 3 - 0         | MTL Wanderers         | 3 - 0 | 1 - 2  |
| Mogas 90                      | 1 - 3         | Club Africain         | 0 - 0 | 1 - 3  |
| Plateau United                | 3 - 3e        | Étoile du Congo       | 3 - 2 | 0 - 1  |
| Étoile Filante de Ouagadougou | 0 - 1         | FAR Rabat             | 0 - 0 | 0 - 1  |
| Rayon Sports                  | 3 - 2         | US Bitam              | 2 - 0 | 1 - 2  |
| Mbale Heroes                  | 1 - 4         | Al Merreikh Omdurman  | 1 - 2 | 0 - 2  |
| FC Djivan                     | 3 - 5         | SS Saint-Louisienne   | 1 - 1 | 2 - 4  |
| Coast Stars                   | 0 - 4         | Canon Yaoundé         | 0 - 1 | 0 - 3  |
| Mogoditshane Fighters         | 2 - 4         | Zamsure FC            | 1 - 2 | 1 - 2  |
| Al-Ittihad Tripoli            | 2 - 2 3-2 tab | Great Olympics        | 2 - 0 | 0 - 2  |
| CD Costa do Sol               | 2 - 3         | Supersport United     | 1 - 1 | 1 - 2  |
| ASEC Ndiambour                | 3e - 3        | ASEC Mimosas          | 2 - 0 | 1 - 3  |
| GD Sagrada Esperança          | 6 - 1         | OC Agaza              | 4 - 1 | 2 - 0  |

## Huitièmes de finale
| Équipe 1             | Résultat      | Équipe 2             | Aller | Retour |
| -------------------- | ------------- | -------------------- | ----- | ------ |
| JS Ténéré            | 2 - 1         | Stade malien         | 1 - 1 | 1 - 0  |
| Club Africain        | 4 - 4e        | Étoile du Congo      | 4 - 2 | 0 - 2  |
| Zamalek SC           | 3 - 3 4-2 tab | Ethiopian Bunna      | 2 - 1 | 1 - 2  |
| Canon Yaoundé        | 5 - 1         | Zamsure FC           | 4 - 1 | 1 - 0  |
| Al-Ittihad Tripoli   | 2 - 1         | Supersport United    | 2 - 0 | 0 - 1  |
| ASEC Ndiambour       | 1e - 1        | GD Sagrada Esperança | 0 - 0 | 1 - 1  |
| FAR Rabat            | 2e - 2        | Rayon Sports         | 1 - 0 | 1 - 2  |
| Al Merreikh Omdurman | 1 - 4         | SS Saint-Louisienne  | 0 - 2 | 1 - 2  |

## Quarts de finale
| Équipe 1           | Résultat      | Équipe 2            | Aller | Retour |
| ------------------ | ------------- | ------------------- | ----- | ------ |
| FAR Rabat          | 2 - 2 4-5 tab | SS Saint-Louisienne | 1 - 1 | 1 - 1  |
| Étoile du Congo    | 2 - 5         | Canon Yaoundé       | 0 - 3 | 2 - 2  |
| Zamalek SC         | 3 - 2         | ASEC Ndiambour      | 3 - 1 | 0 - 1  |
| Al-Ittihad Tripoli | 5 - 3         | JS Ténéré           | 5 - 2 | 0 - 1  |

## Demi-finales
| Équipe 1           | Résultat | Équipe 2            | Aller | Retour |
| ------------------ | -------- | ------------------- | ----- | ------ |
| Zamalek SC         | 2 - 0    | SS Saint-Louisienne | 2 - 0 | 0 - 0  |
| Al-Ittihad Tripoli | 1 - 2    | Canon Yaoundé       | 1 - 1 | 0 - 1  |

## Finale
| 26 novembre 2000 | Zamalek SC                                                             | 4 – 1 | Canon Yaoundé | Stade international du Caire, Le Caire                |                                                       |
|                  | Abdelmoneim 26e · El-Sayed 31e (pen.) · Bassiouny 51e · El-Doumany 79e |       | Mebenga 9e    | Spectateurs : 50 000 Arbitrage : Abderrahim El Arjoun | Spectateurs : 50 000 Arbitrage : Abderrahim El Arjoun |

| 10 décembre 2000 | Canon Yaoundé             | 2 – 0 | Zamalek SC | Stade Ahmadou-Ahidjo, Yaoundé               |                                             |
|                  | Tchameni 72e · Batang 90e |       |            | Spectateurs : 60 000 Arbitrage : Sinko Zeli | Spectateurs : 60 000 Arbitrage : Sinko Zeli |

## Vainqueur
| Coupe d'Afrique des vainqueurs de coupe Vainqueur 2000 |
| ------------------------------------------------------ |
| Zamalek SC Premier titre                               |